# Moviment Popular d'Eritrea
El Moviment Popular d'Eritrea/Eritrean People’s Movement (EPM) és un grup d'oposició política i militar d'Eritrea, que declara tenir 300 combatents. Té el suport del govern d'Etiòpia. És membre des de 2006 de l'Aliança Democràtica Eritrea.